# Estefânia de Hohenzollern-Sigmaringen
Estefânia de Hohenzollern-Sigmaringen (em alemão: Stephanie Josepha Friederike Wilhelmine Antonia; Krauchenwies, 15 de julho de 1837 – Lisboa, 17 de julho de 1859), foi a esposa do Rei Pedro V e Rainha Consorte de Portugal e Algarves de 1858 até sua morte. Era a filha mais velha de Carlos Antônio, Príncipe de Hohenzollern-Sigmaringen, e de sua esposa, a princesa Josefina de Baden, sendo assim, irmã do rei Carlos I da Romênia, e tia do rei Alberto I da Bélgica.

## Família
Nascida no Castelo de Krauchenwies, D. Estefânia era a filha mais velha de D. Carlos Antônio, Príncipe de Hohenzollern, e da princesa D. Josefina de Baden, esta filha de D. Carlos II, Grão-Duque de Baden. Teve cinco irmãos, entre os quais o que viria a ser o primeiro rei da Romênia da dinastia de Hohenzolern, D. Carlos I, o seu irmão mais velho, D. Leopoldo, que sucedeu ao pai e tornou-se príncipe de Hohenzollern-Sigmaringen, e a sua irmã mais nova, a mãe do rei D. Alberto I da Bélgica, D. Maria Luísa, a condessa de Flandres, casada com o príncipe Filipe, Conde de Flandres.
D. Estefânia recebeu, naturalmente, educação católica.
Quando D. Estefânia tinha onze anos, o pai abdicou dos seus direitos ao principado em nome do rei da Prússia, e mudou-se com a família para o Palácio de Jägerhof, em Düsseldorf, onde cresceu no meio de belos jardins.

## Casamento
O casamento foi feito por procuração em 29 de abril de 1858, na Catedral de Santa Edwiges em Berlim. O Conde do Lavradio foi responsável pelo contrato do matrimónio. A 3 de maio, D. Estefânia partiu de Düsseldorf, chegando de comboio a Ostende, onde embarcou no barco a vapor Mindelo rumo a Dover, Inglaterra. Ela foi ao Palácio de Buckingham como convidada da rainha Victoria e o príncipe Albert. A corveta Bartolomeu Dias estava à sua espera em Plymouth para a levar para Portugal.

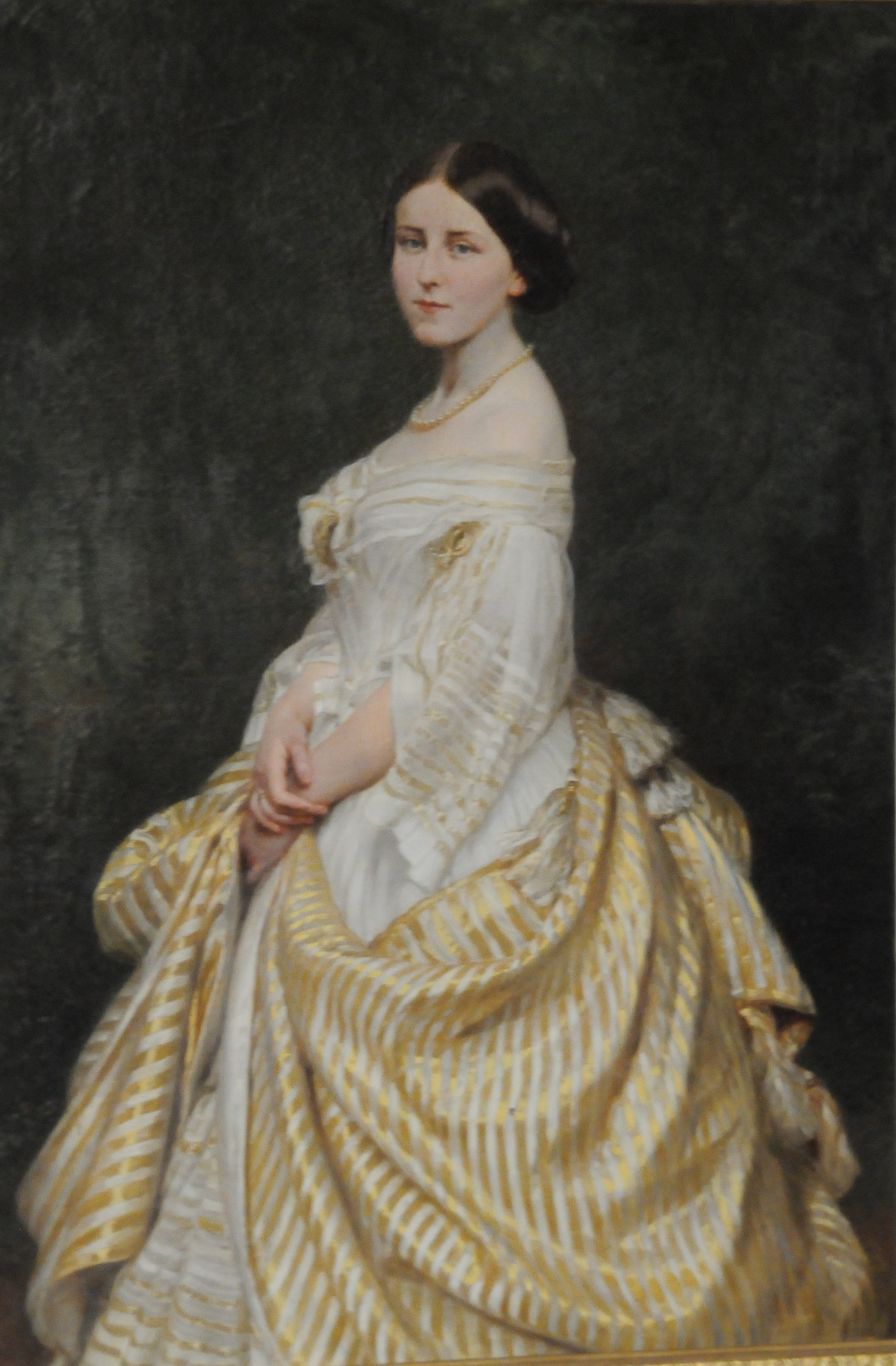
Retrato de D. ª Estefânia
Karl Ferdinand Sohn. No Palácio Nacional da Ajuda.

Estefânia chegou à barra do rio Tejo no dia 17 de maio de 1858. No dia seguinte, em 18 de maio, na Igreja de São Domingos, em Lisboa, a princesa D. Estefânia casou-se, perante o Cardeal-Patriarca de Lisboa, com o rei D. Pedro V, tornando-se, assim, rainha consorte de Portugal.
Eles passaram sua lua-de-mel em Sintra, passeando de braços dados pela serra repetidas vezes.
D. Pedro V, para impressionar a sua consorte, não poupou despesas com a decoração dos aposentos de D. Estefânia, no Palácio das Necessidades. Mandou vir de Paris móveis, candeeiro, carpetes e tecidos para estofos e cortinados.

D. Estefânia escreveu cartas íntimas à sua mãe, em francês. Numa delas, ela critica a alta sociedade portuguesa: "Os portugueses têm o sentido do luxo e da pompa, mas não o da dignidade". 

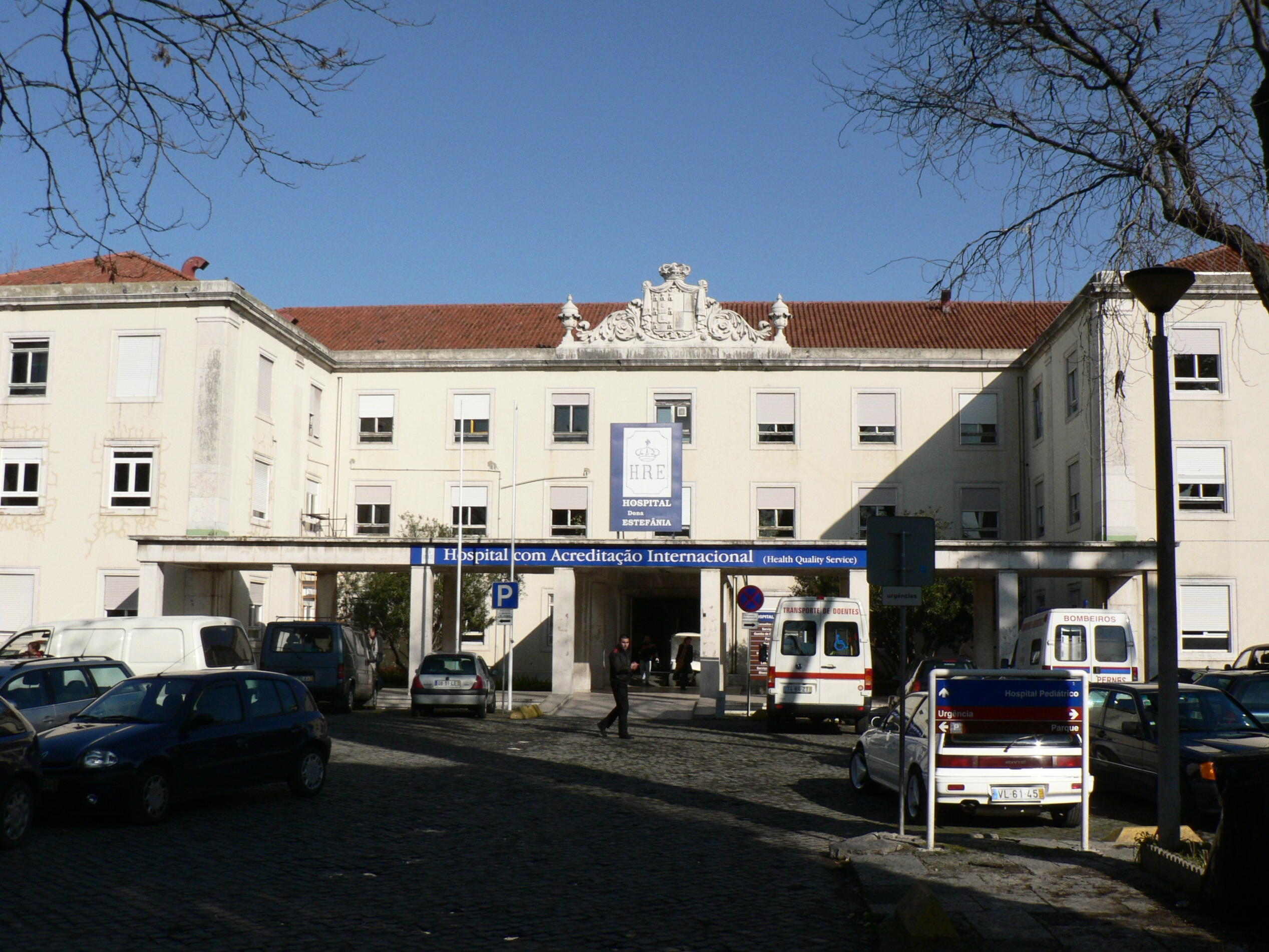
O Hospital de Dona Estefânia, em Lisboa

 Embora tivesse sentido saudades das margens do Reno e não tivesse gostado do calor e da aridez de Lisboa, D. Estefânia escreveu que apreciara Sintra e Mafra. A companhia do sogro, D. Fernando II, não lhe agradava.
Juntamente com o marido, D. Estefânia fundou diversos hospitais e instituições de caridade, o que lhe granjeou uma grande aura de popularidade entre os portugueses de todos os quadrantes políticos e sociais.

O Hospital de Dona Estefânia, em Lisboa, foi assim nomeado em sua honra.

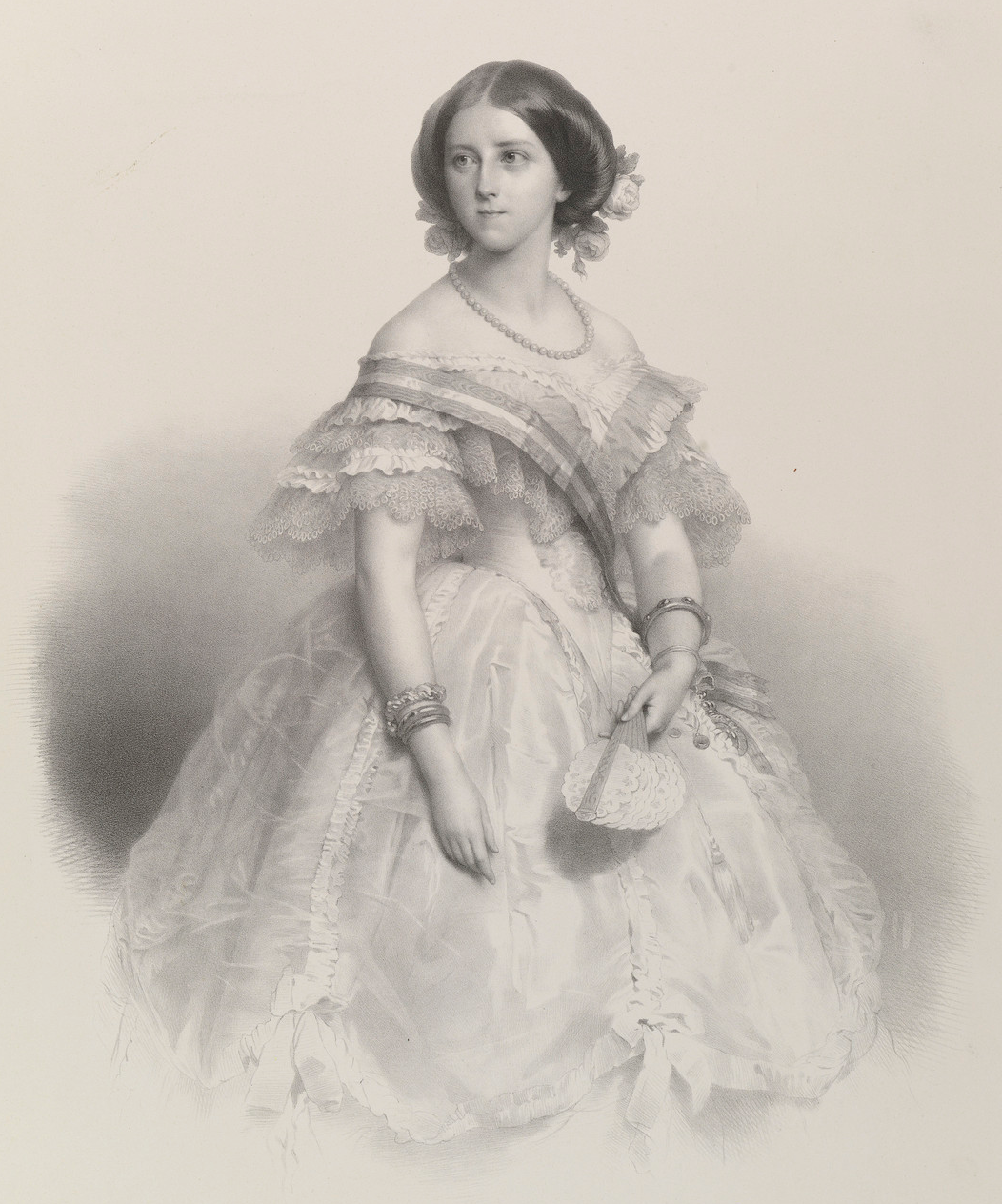
Gravura de D. ª Estefânia, ostentando a faixa da Ordem Real de Santa Isabel.

## Morte
Cerca de um ano e dois meses depois do seu casamento, a rainha faleceu aos vinte e dois anos de idade, vítima de difteria. A doença teria sido contraída durante uma visita a Vendas Novas. As suas últimas palavras terão sido: Consolem o meu Pedro.
D. Estefânia jaz no Panteão Real da Dinastia de Bragança, no Mosteiro de São Vicente de Fora, em Lisboa.
O rei viúvo faleceu dois anos mais tarde, de febre tifoide, sem nunca ter mostrado intenção de voltar a casar.

## Informações do arquivo
As cartas da Rainha Estefânia escritas de Portugal para sua mãe, Josefina de Baden, entre 1858 e 1859 estão preservadas no arquivo da família Hohenzollern-Sigmaringen, que está no Arquivo do Estado de Sigmaringen (Staatsarchiv Sigmaringen) na cidade de Sigmaringa, Baden-Württemberg, Alemanha.
As cartas da Rainha Estefânia escritas de Portugal para seu irmão, Leopoldo de Hohenzollern-Sigmaringen, entre 1858 e 1859 também estão preservadas no Arquivo do Estado de Sigmaringen (Staatsarchiv Sigmaringen).

## Títulos, estilos e honrarias

### Títulos e estilos
- 15 de julho de 1837 – 18 de maio de 1858: "Sua Alteza Sereníssima, a Princesa Estefânia de Hohenzollern-Sigmaringen"
- 18 de maio de 1858 – 17 de julho de 1859: "Sua Majestade Fidelíssima, a Rainha"

### Honrarias
Grã-Mestra da Ordem Real de Santa Isabel
 Grã-Mestra da Ordem de Nossa Senhora da Conceição de Vila Viçosa
 Insígnia da Banda das Três Ordens